# Теплоухов, Михаил Сергеевич

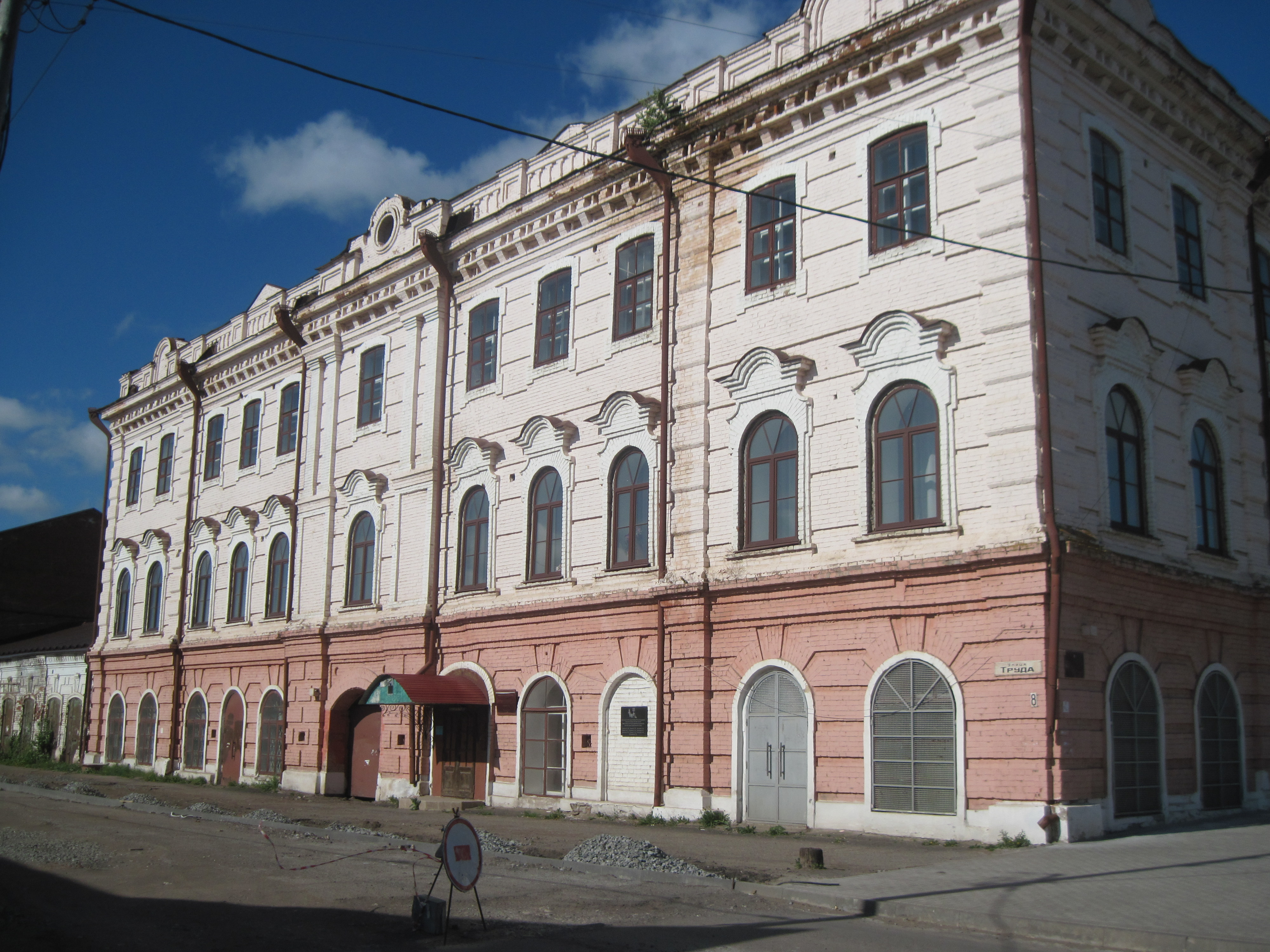
Бывшее Смоленское военное пехотное училище, Удмуртская Республика, город Сарапул, ул.Труда, 8; видна мемориальная доска.

Михаил Сергеевич Теплоухов (28 сентября 1916, Теплоухова, Пермская губерния — 14 апреля 1958, Сосьва, Свердловская область) — участник Великой Отечественной войны. Герой Советского Союза (1944). Командир 1-й роты 960-го стрелкового полка 299-й стрелковой дивизии 53-й армии Степного фронта. Войну закончил в звании капитана. После войны работал мастером пилорамы в леспромхозе.

## Биография
Михаил Теплоухов родился 28 сентября 1916 года в крестьянской семье в деревне Теплоуховой Яутлинской волости Шадринского уезда Пермской губернии, ныне деревня входит в Шатровский район Курганской области. Русский.
Окончил семилетнюю сельскую школу, после чего работал в хозяйстве отца, а затем в колхозе имени К. Е. Ворошилова. Отслужив действительную службу в Рабоче-крестьянской Красной Армии, вернулся на родину. Перед войной переехал в соседний Тугулымский район, где работал в леспромхозе.
В июне 1941 года призван Тугулымским РВК в ряды Рабоче-крестьянской Красной Армии и направлен в Смоленское военное пехотное училище, находившееся в эвакуации в городе Сарапуле Удмуртской АССРОкончив ускоренные курсы, 12 июня 1942 года прибыл на фронт. Сражался на Сталинградском, затем Степном фронтах. 
Член ВКП(б) с 1943 года.
В сентябре 1943 года старший лейтенант Теплоухов командовал 1-й стрелковой ротой 960-го стрелкового полка 299-й стрелковой дивизии. Особо отличился при форсировании реки Днепр. 30 сентября 1943 года 53-я армия Степного фронта подошла к Днепру в районе города Кременчуга Полтавской области Украинской ССР. Рота старшего лейтенанта М. С. Теплоухова сходу ворвалась в села Шамури и Гергули на левом берегу Днепра, выбила оттуда немцев и удерживала позиции до подхода своего батальона. В ночь с 30 сентября на 1 октября рота Теплоухова скрытно высадилась на островок на середине Днепра и уничтожила укрепившихся там немецких автоматчиков. На рассвете 1 октября старший лейтенант М. С. Теплоухов со своими бойцами первыми из своего полка форсировали Днепр и занял небольшой плацдарм у села Чикаловка. Отразив семь вражеских атак, рота обеспечила переправу полка на правый берег реки. Сам Михаил Сергеевич был дважды ранен, но до конца боя командовал ротой. За выполнение поставленных боевых задач и проявленные при этом мужество и героизм был представлен к званию Героя Советского Союза. Соответствующий указ был подписан 22 февраля 1944 года.
Войну закончил в звании капитана. 
В 1954 году устроился на работу в трест «Серовлес», где был назначен на должность мастера пилорамы в посёлке Пасынок Серовского района Свердловской области. Затем перевёлся в Сосьвинский леспромхоз.
Михаил Сергеевич Теплоухов умер 14 апреля 1958 года. Похоронен в посёлке Сосьва Серовского района Свердловской области.

## Награды
- Герой Советского Союза, 22 февраля 1944 года[3][4][5]
  - Орден Ленина
  - Медаль «Золотая Звезда» № 2608
- Медаль «За оборону Сталинграда»

## Память
- Именем Героя Советского Союза М. С. Теплоухова названы улицы посёлков Пасынок и Сосьва Сосьвинского городского округа Свердловской области.
- Памятник Герою Советского Союза М. С. Теплоухову, установлен рядом с памятником погибшим в Великой Отече6ственной войне, Курганская область, Шатровский муниципальный округ, село Самохвалово — 56°39′02″ с. ш. 64°43′04″ в. д.HGЯO[6]
- Именная стела в честь М. С. Теплоухова установлена на мемориале участникам Великой Отечественной войны в парке Победы посёлка Сосьва Сосьвинского городского округа Свердловской области — 59°10′25″ с. ш. 61°51′44″ в. д.HGЯO
- Мемориальная доска в МКОУ «Самохваловская основная общеобразовательная школа», где учился Герой, открыта 3 сентября 2015 года; Курганская область, Шатровский муниципальный округ, село Самохвалово, ул. Школьная, 13 — 56°39′04″ с. ш. 64°43′21″ в. д.HGЯO[7].
- Упомянут на мемориальной доске, установленной на главном корпусе Сарапульского политехнического института (филиала) федерального государственного бюджетного образовательного учреждения высшего образования «Ижевский государственный технический университет имени М.Т. Калашникова». Установлена в 2010 году с 4 фамилиями: Антонов Константин Михайлович, Митькин Борис Викторович, Спицын Спиридон Матвеевич, Теплоухов Михаил Сергеевич[8]; в 2014 году обновлена, стало 10 героев, добавились: Беляев Иван Потапович, Волошин Михаил Евстафьевич, Иванов Михаил Романович, Коновалов Алексей Дмитриевич, Максимов Иван Тихонович, Половинкин Василий Васильевич[9]. Удмуртская Республика, город Сарапул, ул.Труда, 8 — 56°28′35″ с. ш. 53°49′14″ в. д.HGЯO